# Sunny 16
Sunny 16 är en EP-skiva av den amerikanska pianorockaren Ben Folds, släppt den 30 september 2003. Sunny 16 är den andra i en serie om tre EP-skivor av Folds som bara kunde köpas via internet.
Alla låtar utom Rockstar gavs ut i nya versioner på albumet Supersunnyspeedgraphic, the LP 2006. Songs of Love är en cover, ursprungligen gjord av The Divine Comedy.

## Låtlista
| Nr | Titel                                  | Kompositör   | Längd |
| -- | -------------------------------------- | ------------ | ----- |
| 1. | There's Always Someone Cooler Than You | Folds        | 4:15  |
| 2. | Learn to Live with What You Are        | Folds        | 4:25  |
| 3. | All U Can Eat                          | Folds        | 3:21  |
| 4. | Rockstar                               | Folds, Hynes | 4:23  |
| 5. | Songs of Love                          | Hannon       | 4:30  |

## Medverkande
- Ben Folds - Alla instrument (utom de nedan), sång
- Joe Costa - Bakgrundssång
- John Mark Painter - Elbas på 2. och 3., stylophone på 5., stråkarrangemang och bakgrundssång